# 史密斯威森M325夜間護衞型左輪手槍
史密斯威森M325夜間護衞型（英語：Smith & Wesson Model 325 Night Guard）是一款由美国槍械公司史密斯威森旗下的性能中心以史密斯威森M325（史密斯威森M25的钪合金底把版本）為藍本研製及生產的6發式“N型底把”雙動操作式個人防護及專業／職責用途左輪手槍，發射.45 ACP、.45 Auto Rim或.45 GAP這三種.45口徑的手枪子彈。

## 概述
2008年，史密斯威森宣布已經推出新型夜間警衛系列的左輪手槍，而史密斯威森M325夜間護衞型就是其中一把。但史密斯威森M325夜間護衞型現已停產。
史密斯威森M325夜間護衞型是一把類似史密斯威森M625-10的左輪手槍，使用了鋁電解钪合金底把以及採用啞光黑色塗層、PVD塗層不鏽鋼弹巢、帕茨米亞（Pachmayr）環繞式壓實特製握把和XS Sights製造的氚光機械瞄具，另外裝有一個類似史密斯威森M625-10的凹槽式照門。

## 資料來源
1. ↑  .   [2013-12-17]. （原始内容存档于2013-05-30）.
2. ↑  Supica, Jim; Richard Nahas.  3. F+W Media, Inc. 2007: 293. ISBN 978-0-89689-293-4.

- （英文）—Manfacturer: Smith & Wesson （页面存档备份，存于）—Model 325 Night Guard

## 外部連結
- （英文）—Smith & Wesson 325 Nightguard Revolver 163421, 45 ACP, 2 1/2 in, Rubber Grip, Black Finish, 6 rd （页面存档备份，存于）
- （英文）—Genitron.com—Smith & Wesson 325 Night Guard （页面存档备份，存于）
- （英文）—Gunblast.com—Smith & Wesson’s New Nightguard Series Revolvers （页面存档备份，存于）
- （英文）—GunGunsGuns.net—Smith & Wesson Model 325 Night Guard （页面存档备份，存于）
- （英文）—Tactical-Life.com—Smith & Wesson Begins Shipping Night Guard™ Revolvers （页面存档备份，存于）
- （英文）—WhichGun.com—Smith & Wesson Model 325 Night Guard （页面存档备份，存于）